# 圓吻歐雅魚
圓吻歐雅魚（學名：Squalius cappadocicus）為輻鰭魚綱鯉形目雅羅魚科的其中一種，被IUCN列為極危保育類動物，分布於亞洲土耳其圖茲湖梅倫迪茲河流域，為特有種，體長可達19.2公分，生活習性不明。